# Кріс Макграт (фотожурналіст)
Кріс Макграт (англ. Chris McGrath) — австралійський фотожурналіст.
У 2022 році фотографія Кріса Макграта з українськими бійцями ТрО Києва, які грають у шашки коктейлями Молотова після комендантської години, увійшла до рейтингу найвражаючих за версією ВВС.

## Життєпис
Працював фотожурналістом у регіональній газеті у Квінсленді (Австралія). Після завершення газетного стажування та отримавши диплом фотографа, він приєднався до Getty Images як штатний фотограф, що базується в Сіднеї. Працював у Getty Images в офісах у Нью-Йорку, Сінгапурі та Токіо.
Від 2015 року в стамбульському офісі Getty Images, де зараз і працює, висвітлюючи події в Туреччині, на Близькому Сході.
Висвітлював цунамі в Південно-Східній Азії, цунамі Тохуку, битву за Мосул, наслідки тайфуну Хайян, вибори Барака Обами, боротьбу з ІДІЛ у Сирії, п'ять літніх Олімпійських ігор, Суперкубок та Чемпіонат світу з футболу, повномасштабне російське вторгнення в Україну.

## Нагороди
- премія World Press Photo, категорія «Загальні новини» (2014[3], 2019[4])[2],
- премія World Press Photo, категорія «Спортивна подія» (2013)[5],
- Pictures of the Year International[2],
- National Press Photographers Association[2],
- CHIPP[2].